# 542
542 (DXLII) fue un año común comenzado en miércoles del calendario juliano, en vigor en aquella fecha.
A partir de este año, se abandonó el nombramiento de cónsules romanos y el cargo se fusionó con el de emperador bizantino. Así, en la práctica se abandonó la datación del año consular, aunque formalmente se mantuvo hasta finales del siglo IX.

## Acontecimientos

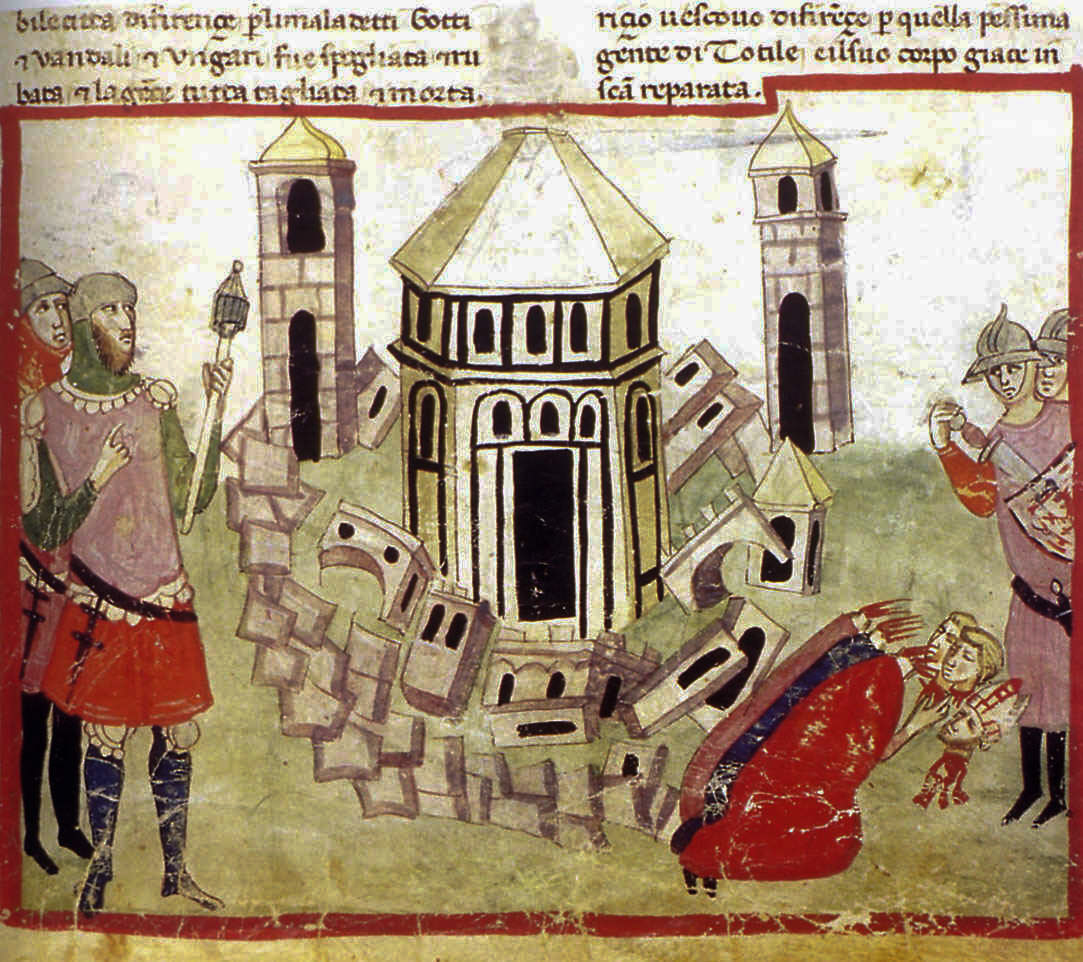
Totila destruye las murallas de Florencia.

- El rey franco Childeberto I, junto a su hermano Clotario, invaden la ciudad de Pamplona, entonces visigoda y sitian la de Zaragoza, sin llegarla a conquistar.
- Finaliza la plaga de Justiniano, aparecida el año anterior en Egipto, fue una pandemia que afectó al Imperio romano de oriente o Imperio bizantino desde el año anterior y que llega a Constantinopla donde causa una gran mortandad. Justiniano I adopta, este mismo año, la fiesta Lupercales en el imperio de Oriente como remedio para la peste.
- Johannes Laxarion es nombrado procónsul de la provincia de Egipto.
- Totila es coronado rey de los ostrogodos.
- La ciudad de Raqqa es destruida por el emperador persa sasánida Cosroes II Anushirwan y reconstruida por el bizantino Justiniano II.
- Bumin Khan, fundador del imperio de los Köktürks se puso al frente de las tribus tieli, sublevadas contra sus señores rouran.
- Brandán el Navegante fundó un monasterio en la isla de Eileach an Naoimh (Escocia).
- Juan de Éfeso le es encargada, por Justiniano, la misión de convertir a los paganos de Asia Menor.
- Gildas escribe su obra De Excidio Britanniae (fecha aproximada).
- Entre este año y c. 570 es creado el mosáico conocido como Mapa de Madaba, plano más antiguo de Jerusalén.
- Entre los años 542-548, el rey visigodo Teudis organizó una expedición contra Septem (hoy conocida como Ceuta), para contener el progreso de los bizantinos y evitar una invasión bizantina en Hispania visigoda.
- La ciudad Nápoles deja de ser parte del Reino ostrogodo y entra en el Imperio bizantino.
- En septiembre, un terremoto de magnitud desconocida sacude las inmediaciones del mar de Mármara, afectando a las costas de Tracia y del Golfo de Edremit.

## Fallecimientos
- Cesáreo de Arlés (Chalon-sur-Saône , c. 470 - Arlés, 26 de agosto de 542) fue un arzobispo de Arlés.